# (1335) Demoulina
(1335) Demoulina es el asteroide número 1335 situado en el cinturón principal. Fue descubierto por el astrónomo Karl Wilhelm Reinmuth  desde el observatorio de Heidelberg, el 7 de septiembre de 1934. Su designación alternativa es 1934 RE. Está nombrado en honor del profesor Demoulin de la Universidad de Gante.